# Fastställelsetalan
En fastställelsedom kan meddelas av domstol efter stämningsansökan i tvistemål.
I stämningsansökan måste den som väcker talan, käranden, precisera sitt yrkande eller sina yrkanden. 
Beroende på innehållet betecknar man talan antingen som fullgörelsetalan, fastställelsetalan eller talan om konstitutiv dom.
Käranden avser med sin talan att av domstolen erhålla en dom, som innehåller en fastställelse antingen av ett anspråk till exempel på skadestånd eller av annan rättighet, till exempel på äganderätt utan att domstolen samtidigt fastställer en förpliktelse för svaranden att fullgöra något, vilket däremot är fallet vid en fullgörelsetalan.
En fastställelsedom är inte exigibel.
Fastställelsetalan kan antingen vara positiv eller negativ. 
Om talan är positiv, vill käranden ha sin rätt fastställd. Om talan är negativ vill han ha fastställt att han inte har en förpliktelse. 
Ett exempel på en positiv fastställelsetalan är att A stämmer B på skadestånd men inskränker yrkandet till att rätten ska fastställa att B är skadeståndsskyldig gentemot honom. Eftersom beräkningen av skadeståndets storlek lämnas utanför prövningen behöver ingendera parten drabbas av rättegångskostnader avseende skadeståndets beräkning. Om skadeståndsskyldighet bedöms föreligga är det ju inte säkert att frågan om skadeståndets storlek ens blir tvistig. 
En negativ fastställelsetalan kan till exempel gå ut på att käranden inte är betalningsskyldig enligt ett visst skuldebrev exempelvis därför att det är förfalskat. Den påstådde gäldenären kan inte föra en fullgörelsetalan för att fastslå detta. Ovissheten består i att han senare kan komma att krävas på beloppet och denna ovisshet kan vara honom till nackdel då han får svårt att planera sin ekonomi.  
Det skall föreligga en rättsovisshet som inverkar menligt på kärandens rättssituation och som svaranden genom sitt förhållande föranlett. 
Förutsättningarna för att medge en fastställelsetalan framgår av 13 kap. 2 § rättegångsbalken.
Talan om fastställelse, huruvida visst rättsförhållande består eller icke består, må upptagas till prövning, om ovisshet råder om rättsförhållandet och denna länder käranden till förfång.
I Högsta domstolens praxis har också ställts det kravet att en fastställelsetalan med hänsyn till omständigheterna i det enskilda fallet ska framstå som lämplig.
Högsta domstolen har i beslut 2007-02-21 i mål Ö 3049-04 ytterligare belyst frågan om när fastställelsetalan inte kan tillåtas.
Fastställelsetalan är vanlig vid tvist om tolkning av kollektivavtal. 
För fastställelsetalan i arbetstvister gäller särskilt restriktiva regler enligt lagen om rättegången i arbetstvister (LRS).
Saknas någon förutsättning ska talan avvisas såsom exempelvis skett i Arbetsdomstolens dom, AD 1995:127.